# Anomozela hymenata
Anomozela hymenata är en fjärilsart som beskrevs av Felder 1875. Anomozela hymenata ingår i släktet Anomozela och familjen mätare. Inga underarter finns listade i Catalogue of Life.